# Old Guildford, New South Wales
Old Guildford este o suburbie în Sydney, Australia.